# Bryocamptus nivalis
Bryocamptus nivalis är en kräftdjursart som först beskrevs av Willey 1925.  Bryocamptus nivalis ingår i släktet Bryocamptus och familjen Canthocamptidae. Inga underarter finns listade i Catalogue of Life.